# Cirilo R. Zayas
Cirilo R. Zayas (Asunción, 9 de marzo de 1929 - Ibidem, 19 de septiembre de 2001) fue un abogado y músico paraguayo. Fue hijo de Don Ramón Zayas y Doña Ramona Román. Fue su padre quien probablemente lo influyó en su pasión por la música y las letras, ya que era un gran intérprete del violín, la guitarra y la flauta.

## Primeros Pasos
Don Cirilo R. Zayas pertenece a una numerosa familia de universitarios, artistas, periodistas, profesores, sacerdotes y sindicalistas. Su padre, antes de pasar por la Facultad de Derecho y Ciencias Sociales, fue violinista, flautista y guitarrista. Fue víctima del fanatismo político de otros tiempos; “su madre, en compañía de valientes compañeras desafiaron acostadas en la vía del tren a un convoy en plena marcha que conducía hombres y armamentos, en una de las tantas huelgas sindicalistas de connotación política en el Paraguay”, explica un escrito que preserva Autores Paraguayos Asociados (APA).*-*

## Trayectoria
Don Cirilo R Zayas , hombre de letras y músico, al componer “Felicidades” ha dotado a nuestra música folclórico de una canción que describe el sentimiento de profundo cariño y respeto por quien esta de aniversario, haciéndole llegar un mensaje de buenos augurios subido al ritmo de una alegre polca canción paraguaya.
“Felicidades, bien de mi vida, que tu destino te brinde siempre felicidades “; cuando escuchamos esta conocida composición compuesta para brindar por alguien que está de cumpleaños, deberíamos recordar siempre al autor y compositor de dicha canción, una de las más conocidas, difundidas y vigentes del repertorio musical nativo.
Además de desarrollar una gran labor artística en el campo de las composiciones musicales, otro tema que mucho le apasionaba eran las letras; durante muchos años volcó esta vocación escribiendo una columna sobre las tradiciones y folclórico de nuestra patria, que llevaba por nombre “Parrilla Luna y Folclore”, de cuyo compendio llegó a publicar un libro que lleva el mismo título.

## Logros
En una autobiografía se puede leer que don Cirilo R. Zayas fue autor y compositor musical, además de autor teatral y escritor de libros, un autor y compositor de canciones laureado muchas veces por Autores Paraguayos Asociados (APA), Municipalidad de Asunción y otras instituciones .
Accedió además al título de licenciado en relaciones públicas egresado del Instituto Superior internacional de Relaciones Públicas (ISIRP); posteriormente se desempeñó como profesor de relaciones públicas, humanas y sociales en casi todas las instituciones de enseñanza de la Política de la Capital; también fue becario de la Organización de Estados América (OEA), de la Radio y Televisión Francesa, en París, y de la Central de Trabajadores de los Estados Unidos de América, estados de Virginia, Nueva York y Washington.
En el CIESPAL (Centro Internacional de Estados Superiores de Periodismo para América Latina), culminó su carrera de periodismo y posteriormente se desempeñó como jefe de artes, espectáculos y afines en diferentes medios de prensa escrita de nuestro país.
Fue profesor de periodismo radiofónico, literatura radiofónica y libretos radiofónicos en la Escuela Municipal de Locución Radial y Televisiva de Asunción, además de ser libretista profesional en casi todas las emisoras de la capital e interior de la República.
Con todos estos conocimientos se desempeñó además como jefe de redacción de la revista de la Policía de la Capital y director de cultura de la Intendencia Municipal de Encarnación, de la Subsecretaría de Informaciones y Cultura de la Presidencia de la República y vicepresidente de Autores Paraguayos Asociados (APA), como también jefe de relaciones públicas de la Delegación de Gobierno del Alto Paraná.

## Sus obras
Es actor de numerosas poesías cuya música han sido creaciones de grandes compositores, como Chinita de Incola, Porfirio Báez, Gerardo Arroyo, Vicente Orrego, Chono Duarte, Alejandro Villamayor, Lorenzo Álvarez y otros.
Su composición musical elaborada en coautora con Chinita de Nicola, Extraña Mujer, fue seleccionada entre muchas otras para ser incluida en la película EL Trueno entre las hojas, de producción argentina, basada en el libro de Augusto Roa Bastos.
Sus obras más conocidas son: Felicidades, Por Tu Gracia Angelical, Al Pensar Que Me Querías , Ensueño De Claro Lunar, , Mi Rosal De Amor, Paraguaya Rohayhu, Curubica De Amor, Lucero De Mi Camino, Por Tu Amor Mi Palomita, La Morena Karape, Dulce Melodía, Mañanitas Paraguayas, Soy Paraguaya, Entre Otras.
Se ha destacado principalmente en la actividad periodística de promoción del folclore nacional. Como columnista del diario Última Hora ha publicado más de 150 artículos, actualmente reunidos en el libro Parrilla, Luna y Folclore (Asunción 1995).
También ha incursionado en la composición de música para Zarzuelas y una de ellas, la zarzuela paraguaya: Mburukuja, con música del maestro Neneco Norton, goza de gran popularidad y difusión hasta nuestros días.